# جاي بورتر
جاي بورتر (بالإنجليزية: Jay Porter)‏ هو لاعب كرة قاعدة أمريكي، ولد في 17 يناير 1933 في شوني في الولايات المتحدة.

## وصلات خارجية
- جاي بورتر على موقع دوري كرة القاعدة الرئيسي (الإنجليزية)
- جاي بورتر على موقعبيزبول رفرنس.كوم (الدوري الرئيسي) (الإنجليزية)